# Залуські

Герб Юноша.

Залу́ські гербу Юноша (пол. Załuscy, Załuski) — польські шляхетські роди Речі Посполитої.

## Гербу Юноша
Походить із Мазовії, з Равського воєводства. За К. Несецьким, перших представників роду звали «Табашами».
Частина представників роду переселилася на Русь в 16 столітті. 1747 року представники роду заснували Бібліотеку Залуських, першу польську громадську бібліотеку.

### Представники
- Спитек — учасник битви під Вишнівцем 1512 року проти татар.
- Александер — чесник, хорунжий, підкоморій, каштелян, воєвода равський; мав 4 дружини.
  - Анджей-Хризостом Залуський (1650–1711) — син Александра. Великий канцлер коронний, Київський, вармійський єпископ РКЦ.
  - Франциск-Ян Залуський (1660–1735) — син Александра. Чернігівський воєвода.
  - Анджей-Станіслав Залуський (1695–1758) — син Александра. Великий канцлер коронний, єпископ краківський РКЦ.

## Гербу Костеша
Представлені в Цєханувській землі. Ймовірно, за К. Несецьким, до них належав Лукаш Залуський — проповідник, місіонер.

## Гербу Равіч
За К. Несецьким, один з представників роду мав надгробок у костелі домініканців Кам'янця-Подільського.